# Groninger Combinatie
Groninger Combinatie is een schaakvereniging uit de Nederlandse stad Groningen.
De schaakvereniging Groninger Combinatie is voortgekomen uit een fusie van de schaakclubs Schaakclub Groningen en Schaakvereniging Unitas. Na de samensmelting is de oprichtingsdatum van Groninger Combinatie bepaald op 11 september 2015. Sinds de oprichting wordt er gespeeld in Denksportcentrum Jannes van der Wal te Groningen.
Vanaf het seizoen Meesterklasse 2019/20 speelt Groninger Combinatie weer in de Meesterklasse, toen het twee jaar geleden degradeerde. In 2019 stond Groninger Combinatie in de bekerfinale, maar verloor het van Kennemer Combinatie. In 2019 werd Iozefina Păuleț Nederlands kampioene.

## Bekende leden
- Sipke Ernst
- Machteld van Foreest
- Sergej Tiviakov
- Jan Werle
- Iozefina Păuleț